# Aure, Ardennes
Aure är en kommun i departementet Ardennes i regionen Grand Est (tidigare regionen Champagne-Ardenne) i nordöstra Frankrike. Kommunen ligger  i kantonen Monthois som ligger i arrondissementet Vouziers. År 2022 hade Aure 38 invånare.

## Befolkningsutveckling
Antalet invånare i kommunen Aure
Referens: INSEE